# Royals (tijdschrift)
Royals was een Belgisch tijdschrift.

## Historiek
Het blad bracht royaltynieuws met ruime aandacht voor zowel de regerende en niet-regerende Europese koningshuizen. Het blad had in 2011 een oplage van 45.000 exemplaren. Daarnaast was er het zusterblad Royals Extra, dit magazine verschijnt zes keer per jaar.
In december 2011 verkreeg het tijdschrift een licentieovereenkomst in Rusland, de uitgave van de Russische editie werd opgestart omstreeks maart van dat jaar.
In februari 2017 besloot Roularta het tijdschrift stop te zetten.

## Structuur
Het maandblad werd uitgegeven door Press News in drie talen (Nederlands, Frans en Engels) in meer dan dertig landen. De kernredactie bevond zich in België. Hoofdredactrice was Kristine De Vriese. Artikelen over het Nederlandse koningshuis waren van de hand van Gerard Offers. In 2004 werd Press News overgenomen door Roularta. Press News was opgericht door Guy van Oost.